# Бог-Син

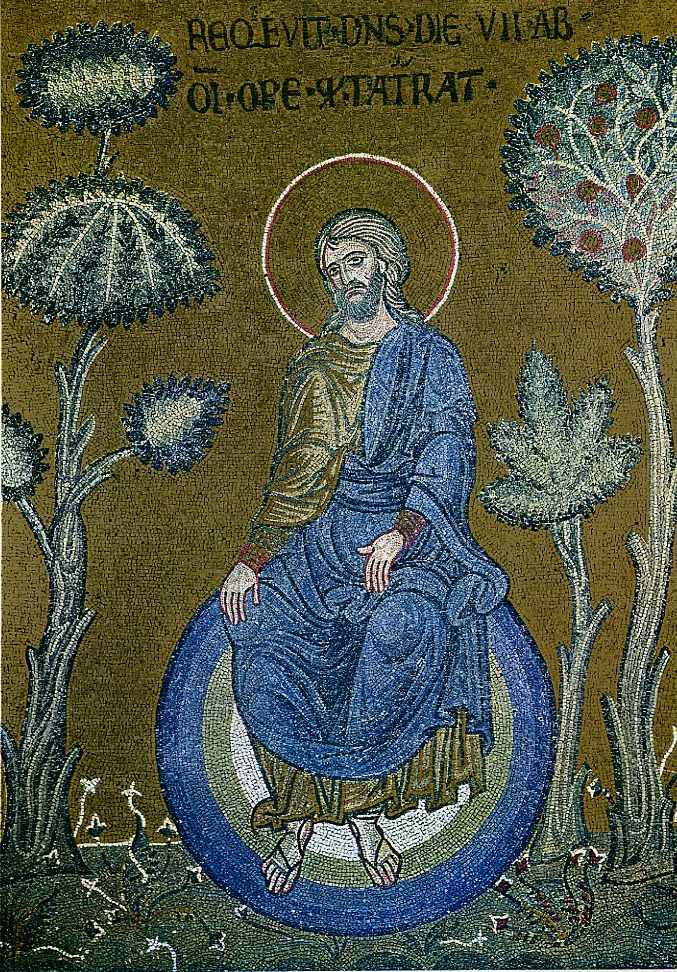
Бог спочиває після створення – Христос зображений як творець світу, візантійська мозаїка в Монреалі, Сицилія.

Бог-Син (грец. Θεὸς ὁ υἱός, лат. Deus Filius) — друга особа Трійці в християнській теології. Вчення про Трійцю ідентифікує Ісуса як втілення Бога, об'єднаного за своєю суттю (єдиносутність), але відмінну особисто щодо Бога Отця і Бога Святого Духа (перша і третя особи Трійці).

## Джерело
Фраза «Бог Син» не зустрічається в Біблії, але зустрічається в пізніших християнських джерелах. Через помилку переписувачів цей термін міститься в одному середньовічному рукописі, MS № 1985, де в Галатах 2:20 «Син Божий» змінено на «Бог-Син».
Цей термін в англійській мові слідує за латинським використанням, що міститься в Афанасійському Символі віри та інших текстах ранньої церкви: грецькою мовою «Бог-Син» є ho Theos ho huios (ὁ Θεός ὁ υἱός) на відміну від ho huios іменного відмінка Theou родового відмінка, ὁ υἱός τοῦ Θεοῦ, «Син Божий». На латині «Бог Син» — Deus (називний) Filius (називний). Термін «deus filius» зустрічається в Афанасійському символі віри: «Et tamen non tres omnipotentes, sed unus omnipotens. Ita Deus Pater, Deus Filius, Deus [et] Spiritus Sanctus.» (відмінно від родового від «filius Dei» «син Божий»), але ця фраза також перекладається «Отож Отець є Бог, Син є Бог, а Святий Дух є Бог».

## Використання
Термін deus filius використовується в Афанасійському символі віри та таких формулах як Deus Pater, Deus Filius, Deus Spiritus Sanctus: Et non tres Dii, sed unus est Deus.
Цей термін вживає святий Августин у своїй праці «Про Трійцю», наприклад, у обговоренні послуху Сина Богу-Отцю: deo patri deus filius obediens і в Проповіді 90 на Новий Завіт «2. Бо тримайтеся за тверду і тверду істину, якщо хочете бути католиками, що Бог Отець безчасно породив Бога-Сина і вчасно породив Його Дівою».
У Аугсбурзькому сповіданні (1530) ця фраза була використана як Gott der Sohn.
Жак Форге (1910) у статті Католицької енциклопедії «Святий Дух» зазначає, що «Серед апологетів Афінагор згадує Святого Духа разом із Батьком і Сином і в тому самому плані, що й Батько і Син. «Хто б не здивувався, — каже він ( Заклик до християн, 10), — щоб почути, як нас називають атеїстами, нас, що визнаємо Бога Отця, Бога Сина і Святого Духа, і утримуємо їх єдиними в силі та відмінними в порядку.»

## Новий Завіт

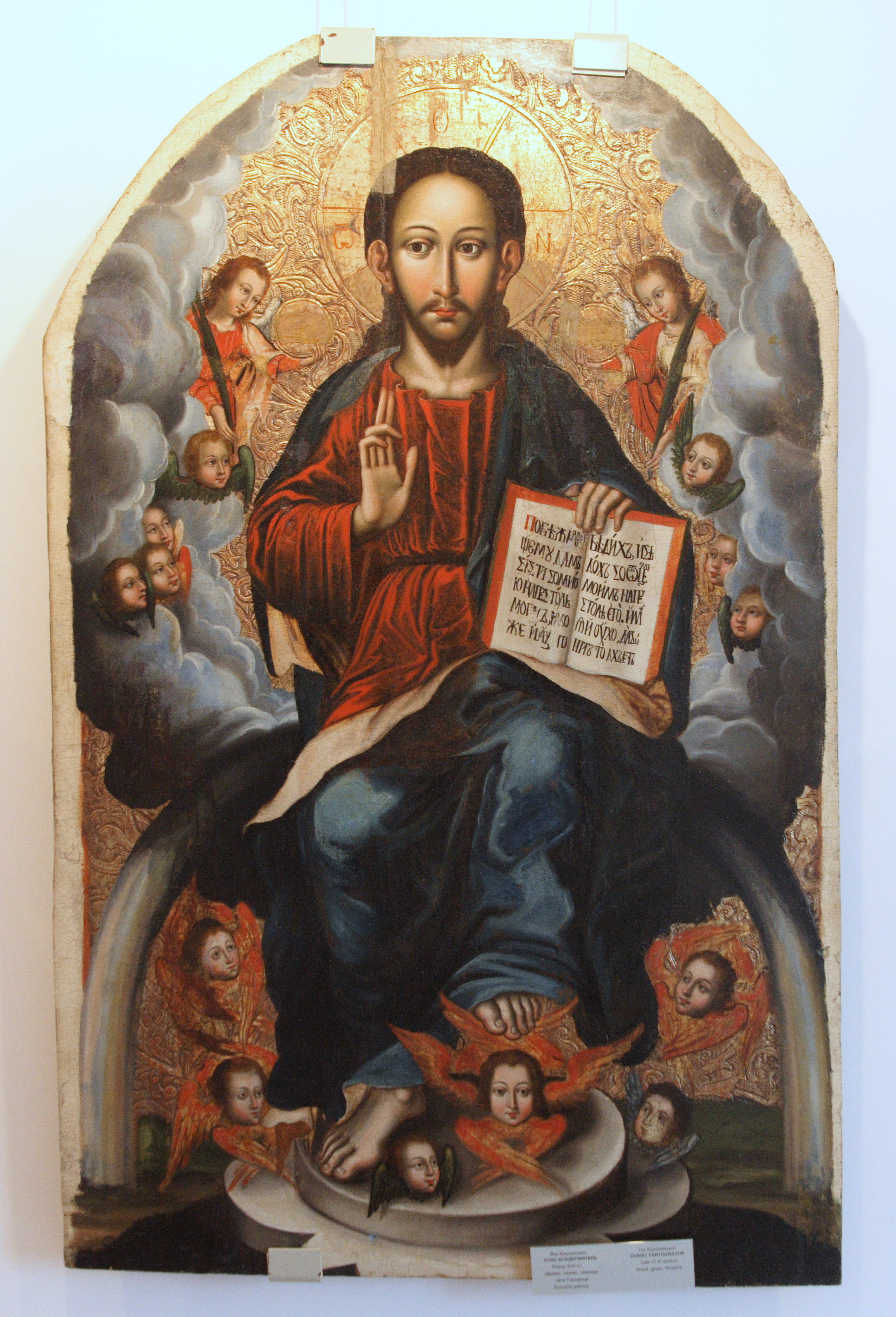
Спас Иова Кондзелевича, Городище, Україна.

«Син Божий» використовується для позначення Ісуса в Євангелії від Марка на початку у вірші 1:1 і в кінці в розділі 15, вірші 39. Макс Ботнер писав: «Дійсно, якщо в Марка 1:1 представлено «нормативне розуміння» особистості Ісуса, то має значну різницю, що містить текст».
Логос або Слово в Івана 1:1 («Спочатку було Слово, і Слово було в Бога, і Слово було Бог») часто тлумачиться, особливо тринітаріями, щоб ототожнювати попереднього Ісуса з цим Словом. 
Оспорювана Йоганна Кома (1 Івана 5:7) включає Сина у формулу «Бо троє свідчать на небі: Отець, Слово і Святий Дух; і ці троє — одне».
Християни вірять, що Ісус є єдинородженим Сином Божим (Івана 3:16). Ісус ідентифікував себе в канонічних творах Нового Завіту. «Ісус сказав їм: «Поправді, кажу вам, що до народження Авраама Я Є».»(Івана 8:58), що деякі тринітарії вважають посиланням на Мойсея у його взаємодії з Богом, що перед втіленням, у Старому Завіті. «І сказав Бог до Мойсея: «Я ТАКИЙ, КИЙ Я Є». І Він сказав: «Так ви скажете синам Ізраїля: «Я ЕСМЬ» послав мене до вас».»[Вихід 3:14] 
Варіант рукопису в Івана 1:18 (Θεὸν  οὐδεὶς  ἑώρακεν  πώποτε·  μονογενὴς  Θεὸς  ὁ  ὢν  εἰς  τὸν  κόλπον  τοῦ  Πατρὸς,  ἐκεῖνος  ἐξηγήσατο) призвело до перекладів, включаючи «Бог єдиний» (NIV, 1984) із посиланням на Сина.
Пізніше теологічне використання цього виразу (порівняйте латинську мову: Deus Filius ) відображає те, що стало стандартним тлумаченням посилань Нового Завіту, яке розумілося як божественність Ісуса, але з відмінністю Його особи від іншої особи Трійці, званої Отцем. Таким чином, назва асоціюється більше з розвитком вчення про Трійцю. Тринітарії вірять, що чітке посилання на Трійцю міститься в Matthew 28:19: «Отож, ідіть і навчіть усі народи, хрестячи їх в ім’я Отця, і Сина, і Святого Духа».

## Розбіжні погляди
Групи як тринітарних, так і антитринітарних християн відкидають термін «Бог-Син» для опису Ісуса Христа (а також «Бог Святий Дух» для опису Святого Духа). Свідки Єгови відкидають цей термін разом із словом «Трійця» як позабіблійну термінологію разом із Божеством Христа. Однак п'ятидесятники єдності, які стверджують його божественність, заперечують проти цього терміну як несанкціонованого зміни мови Святого Письма, яка описує його 40 разів як «Сина Божого». Церква Христа, яка приймає як Божество Христа, так і доктрину про Трійцю, також уникає цього терміна, оскільки вони наголошують на важливості «називати біблійні речі біблійними іменами і говорити про біблійні речі біблійними способами».